# Mari Motohashi
Mari Motohashi (jap. 本橋 麻里, Motohashi Mari; * 10. Juni 1986 in Tokoro, Tokoro-gun (heute: Kitami), Hokkaidō) ist eine ehemalige japanische Curlerin. 

## Karriere

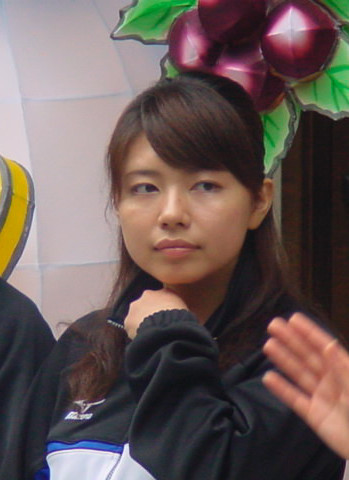
Mari Motohashi in Tokio, 2006

Bei den Olympischen Winterspielen 2006 in Turin belegte sie im Team um Skip Ayumi Onodera, ebenfalls aus Tokoro, den siebten Platz.
Im Februar 2010 nahm Motohashi als Mitglied des japanischen Teams an den Olympischen Winterspielen 2010 in Vancouver (Kanada) teil. Die Mannschaft belegte den achten Platz. Bei den Olympischen Winterspielen 2018 war sie als Ersatzspielerin des japanischen Teams um Skip Satsuki Fujisawa dabei und gewann die Bronzemedaille.
Im Juni 2018 erklärte sie ihren Rücktritt vom aktiven Curling-Sport. Sie wird weiter als Trainerin aktiv sein.